# Kwakiutl

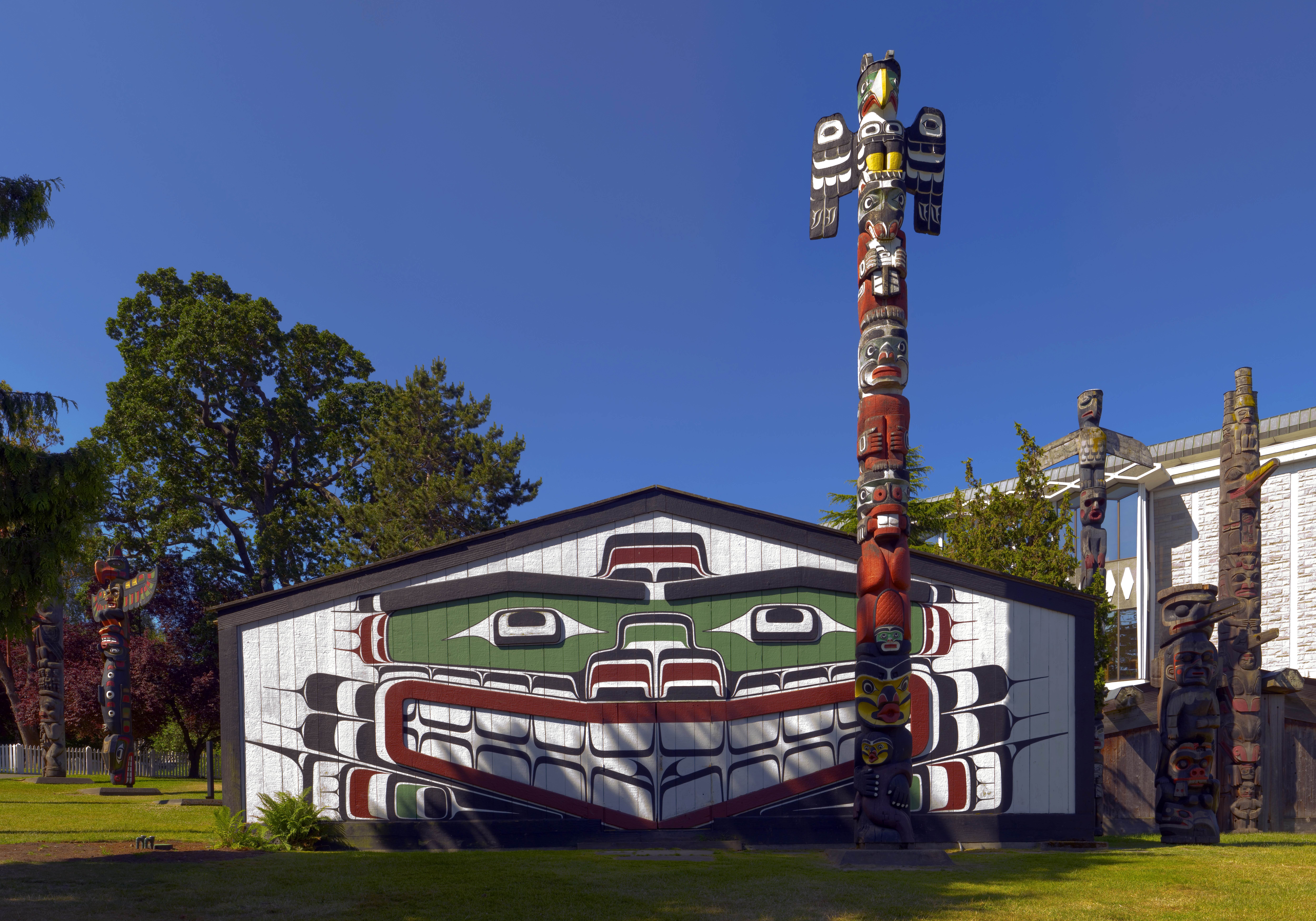
Wawadit'la, även känd som Mungo Martin House, en Kwakwaka’ wakw “big house” med totempåle. Byggt av hövdingen Mungo Martin 1953. Tillhör Thunderbird Park i Victoria, British Columbia.

Kwakiutl eller Kwakwaka’ wakw är en stam bland nordvästindianerna på Vancouverön och British Columbias kust i västra Kanada. De var fiskare och jägare och den rika tillgången på lax och havsdäggdjur gjorde det enkelt att försörja samhället med föda. De anpassade sig tidigt till den handel som bedrevs av de vita. Särskilt berömda har de blivit för sina gåvo-, bytes- eller potlatchfester, men hade också en rik myt- och folkdiktning. Potlatchen förbjöds 1885 och var förbjuden till 1951.
Namnet Kwakiutl kommer från Kwagu'ł - namnet på en enda stam av Kwakwaka'wakw finns vid Fort Rupert.  "Kwakiutl" anses vara en felaktig benämning på de flesta av de folk den tillämpas på, de föredrar att kallas Kwakwaka'wakw, vilket innebär de Kwak'wala språkiga-folken. Ett undantag är Laich-kwil-Tach på Campbell River, som är kända som den sydliga Kwakiutl, och är stamrådet i Kwakiutl kommunfullmäktige .
Deras språk, som nu talas av mindre än 5 procent av befolkningen (cirka 250 personer), består av fyra dialekter av det som brukar kallas Kwak'wala. Dessa dialekter är Kwak̓wala, 'Nak̓wala, Guc̓ala och T̓łat̓łasik̓wala. Namnet Kwakwaka'wakw översättas med "Kwak̓wala-språk-folket". Många stammar bildar Kwakwaka'wakw, med varje stam utgör sitt eget folk eller nation.